# Chavaniac-Lafayette
Chavaniac-Lafayette là một xã thuộc tỉnh Haute-Loire nam trung bộ nước Pháp. Xã Chavaniac-Lafayette nằm ở khu vực có độ cao trung bình 714 mét trên mực nước biển.
Lâu đài Chavaniac nằm ở xã này là nơi sinh của Gilbert du Motier, marquis de Lafayette năm 1757.